# Añete
Antonio Salas Quinta dit Añete (né le 1er octobre 1985 à Séville) est un ancien footballeur espagnol.

## Biographie
Jouant essentiellement en troisième division espagnole, hormis en 2008-2009 (quatrième division), il réalise un début de carrière modeste et ne remporte aucun titre. 
En 2012, il part d'Espagne pour la Grèce, et plus précisément en deuxième division. La première année, il termine cinquième, mais la seconde, il remporte le championnat, en étant le meilleur buteur avec 21 buts. 
Cela l'amène à découvrir le championnat bulgare avec le Levski Sofia pendant une saison, lui permettant au passage de terminer meilleur buteur du championnat avec 14 buts. Il découvre ensuite le championnat azéri avec le FK Neftchi Bakou, où il termine sixième, en étant battu en finale de la Coupe d'Azerbaïdjan 2015-2016. 
Il revient au Levski Sofia l'espace d'une saison, permettant de terminer troisième et d'obtenir une place pour la Ligue Europa 2017-2018.
Transféré en juin 2017, il revient dans un pays connu, la Grèce, mais dans une division inconnue pour lui, à savoir la Superleague Elláda, avec le club d'Apollon Smyrnis.